# Панагија (Тасос)
Панагија је туристичко насељено место удаљено 3 км од Егејског мора на истоку острва Тасос. Насеље је имало 820 становника по попису из 2011. године. Насеље је познато по туризму и располаже са више ресторана и мањих хотела. Насеље је изграђено у медитеранском стилу приморских места са каменим кућама (један до два спрата) и уским улицама. Недалеко од насеља на обали налази се већи број пешчаних и каменитих плажа.
Насеље је повезано асфалтним путем са обалом, насељем Потамија и градом Лименас унутар острва а са осталим насељима путем који води око острва. 

## Туризам
Панагија је познато туристичко место а становници се поред туризма баве узгојем оваца а значајан приход остварују од продаје маслина (маслиново уље) и производње вина. Мед из ових крајева је још један извор зараде становника Панагије.
Као интересантна туристичка понуда у насељу се налази сачуван музејски експонат аутентично “Постројење за млевење маслина и производњу маслиновог уља” из 1915. године.
- Постројење за цеђење маслиновог уља
- Плоча фабрике за маслиново уље из 1915. године

## Занимљивости
Панагија је позната по великом броју становника старијих од 80 година. Становници кажу да је дуговечност последица : генетског наслеђа, начина живота и здраве исхране (мед, црно вино, маслине, риба, овчје и козје млеко, сир, јагњетина, воће и поврће).

## Галерија
- Једна од кућа
- Панагија: поток
- Панагија: интересантна кућа
- Панагија: кућа у цвећу
- Панагија кућа, прозори и украси